# A Famous Escape
A Famous Escape è un cortometraggio muto del 1908 diretto da Wallace McCutcheon.

## Produzione
Prodotto dalla American Mutoscope & Biograph, il film venne girato il 27 e il 30 marzo 1908.

## Distribuzione
Il film uscì nelle sale cinematografiche USA il 7 aprile 1908, distribuito dall'American Mutoscope & Biograph.
Copia del film viene conservata negli archivi del Museum of Modern Art (un negativo in nitrato a 35 mm) e della Library of Congress (positivo 35 mm).